# Fuerte de Buenos Aires

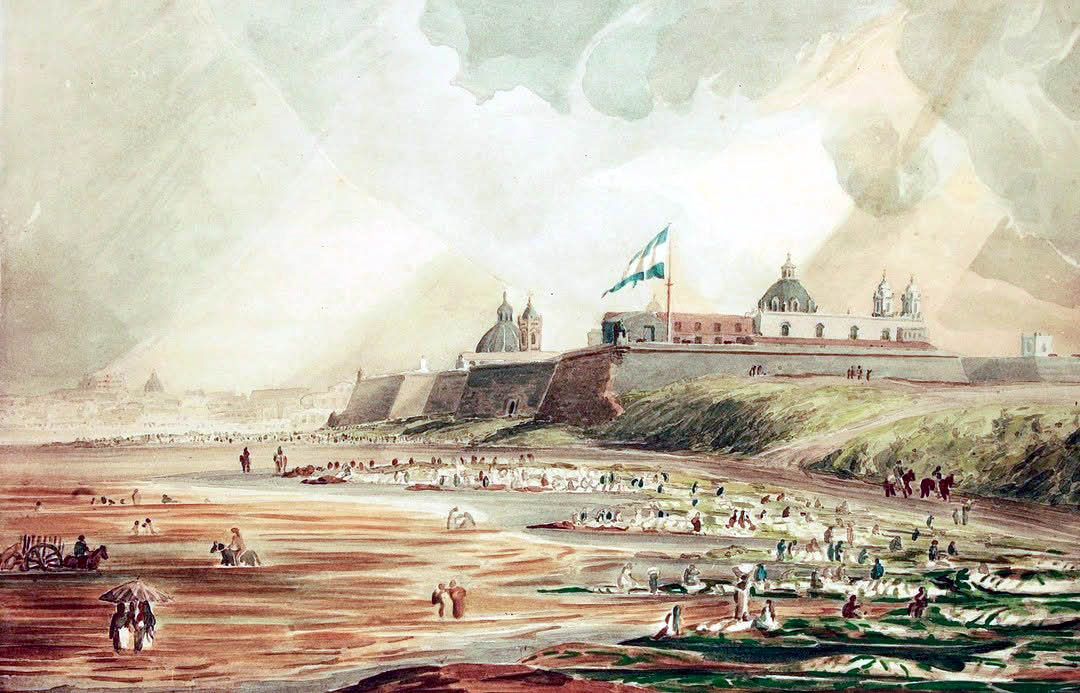
Acuarela que representa a El Fuerte y la playa baja, pintura de Emeric Essex Vidal (en el año 1816); notar que ya entonces flameaba la Bandera Argentina. El territorio de la playa baja fue rellenado a fines de y corresponde al actual Puerto Madero.

El Fuerte de Buenos Aires fue una fortaleza destinada a defender Buenos Aires y a ser sede de las autoridades residentes en la ciudad. Su construcción se inició en 1595 y después de varias refacciones se finalizó recién a comienzos del siglo XVIII, siendo demolido en 1882. Recibió el nombre de Real Fortaleza de Don Juan Baltasar de Austria y en el siglo XVII el de Castillo de San Miguel Arcángel del Buen Ayre.
Se encontraba emplazado sobre la barranca del Río de la Plata, que en ese entonces llegaba a menos de cien metros de la Plaza de Mayo. Ocupaba el mismo sitio que hoy ocupa la Casa Rosada, sede del poder ejecutivo de la Argentina. Llegó a tener una muralla de piedra, con un foso que lo rodeaba, un puente levadizo sobre la plaza, con baluartes en sus ángulos con cañones y edificios interiores.
Acarette du Biscay, un viajero francés, lo describió así en 1658:

«...[la ciudad] tiene un pequeño fuerte de tierra que domina el río circundado por un foso y monta diez cañones de hierro siendo el mayor calibre de a doce. Allí reside el gobernador y la guarnición se compone de sólo 150 hombres en tres compañías, mandadas por tres capitanes nombrados por éste a su antojo...»

Su objetivo inicial era el de evitar la toma de la ciudad por parte de piratas europeos, fundamentalmente de Inglaterra, Holanda y Portugal.
Fue utilizado por las autoridades coloniales españolas hasta la Revolución de Mayo de 1810, y por las criollas (excepto en algunos períodos de la Confederación Argentina) hasta la presidencia de Julio Argentino Roca, quien mandó demoler en 1882 lo poco que quedaba de él, pues además de que ya tenía un valor defensivo escaso, no resultaba, para las autoridades de entonces, ser digno de la ciudad, que en esos años progresaba y se modernizaba rápidamente.
Fue allí donde William Carr Beresford y sus tropas se replegaron durante las Invasiones inglesas y donde los invasores se rindieron el 12 de agosto de 1806.
En la actualidad una parte enterrada de los restos del fuerte pueden ser observados visitando el Museo de la Casa Rosada.

## Historia

### Construcción

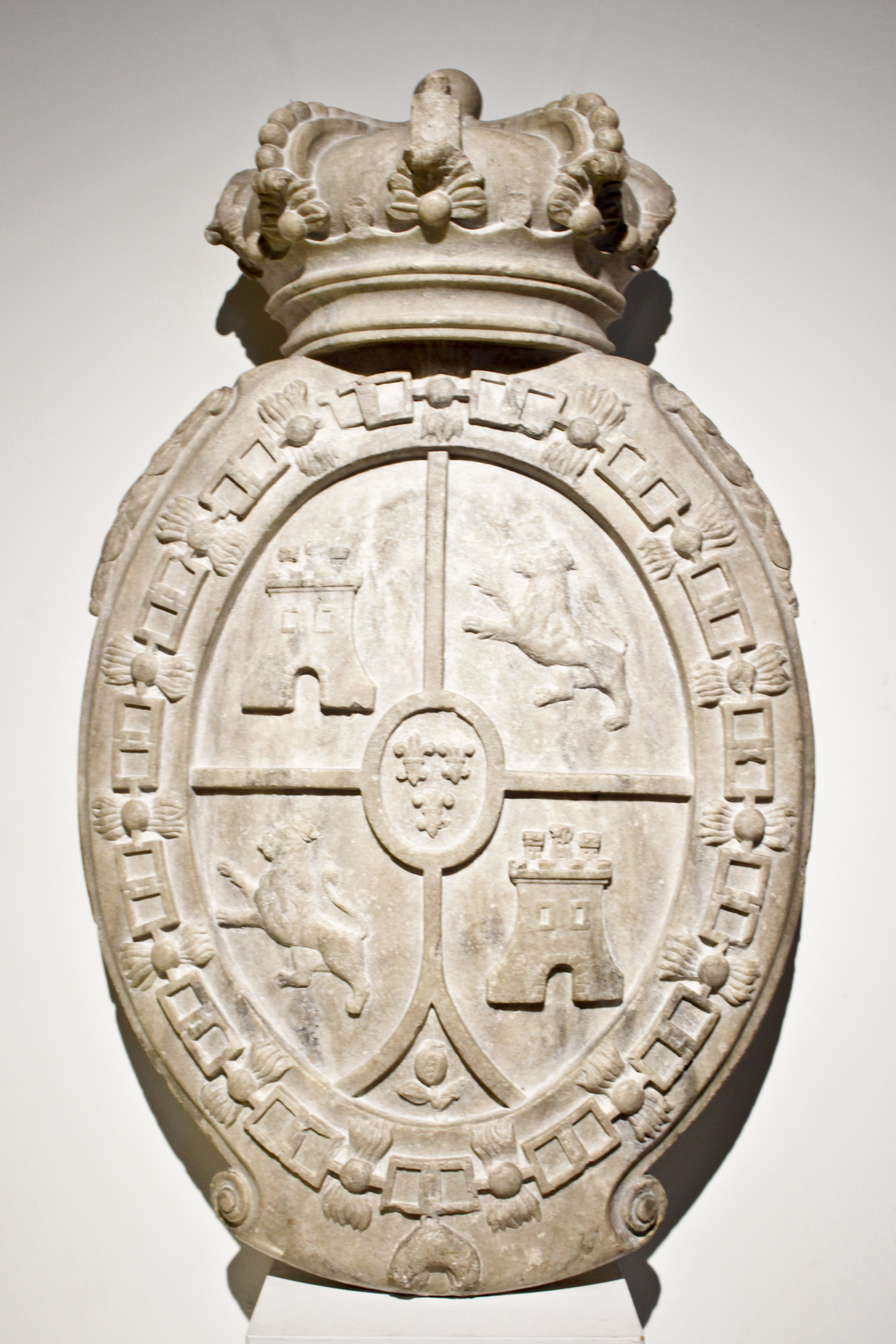
Escudo español del siglo XVIII en mármol perteneciente al fuerte, exhibido en el Museo Casa Rosada.

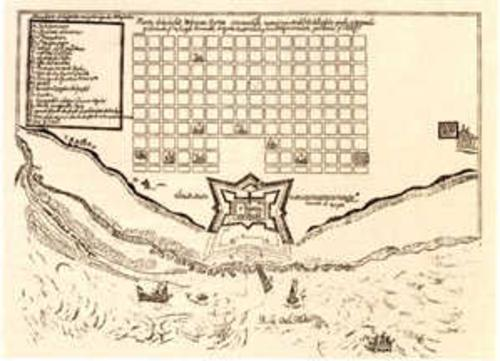
Plano de la ciudad realizado en 1708 por José Bermúdez, donde se ve el fuerte.

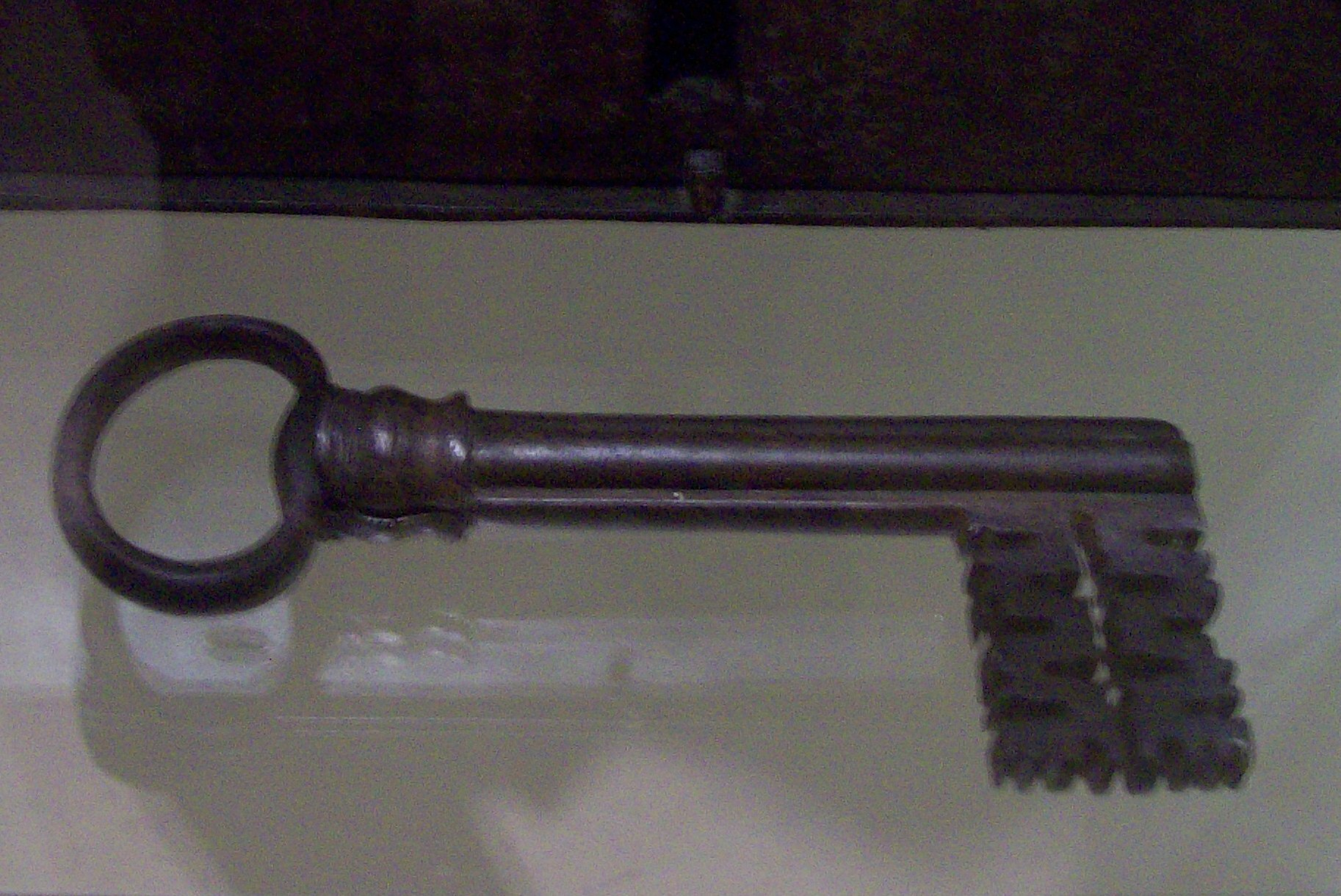
Llave de acceso al fuerte.

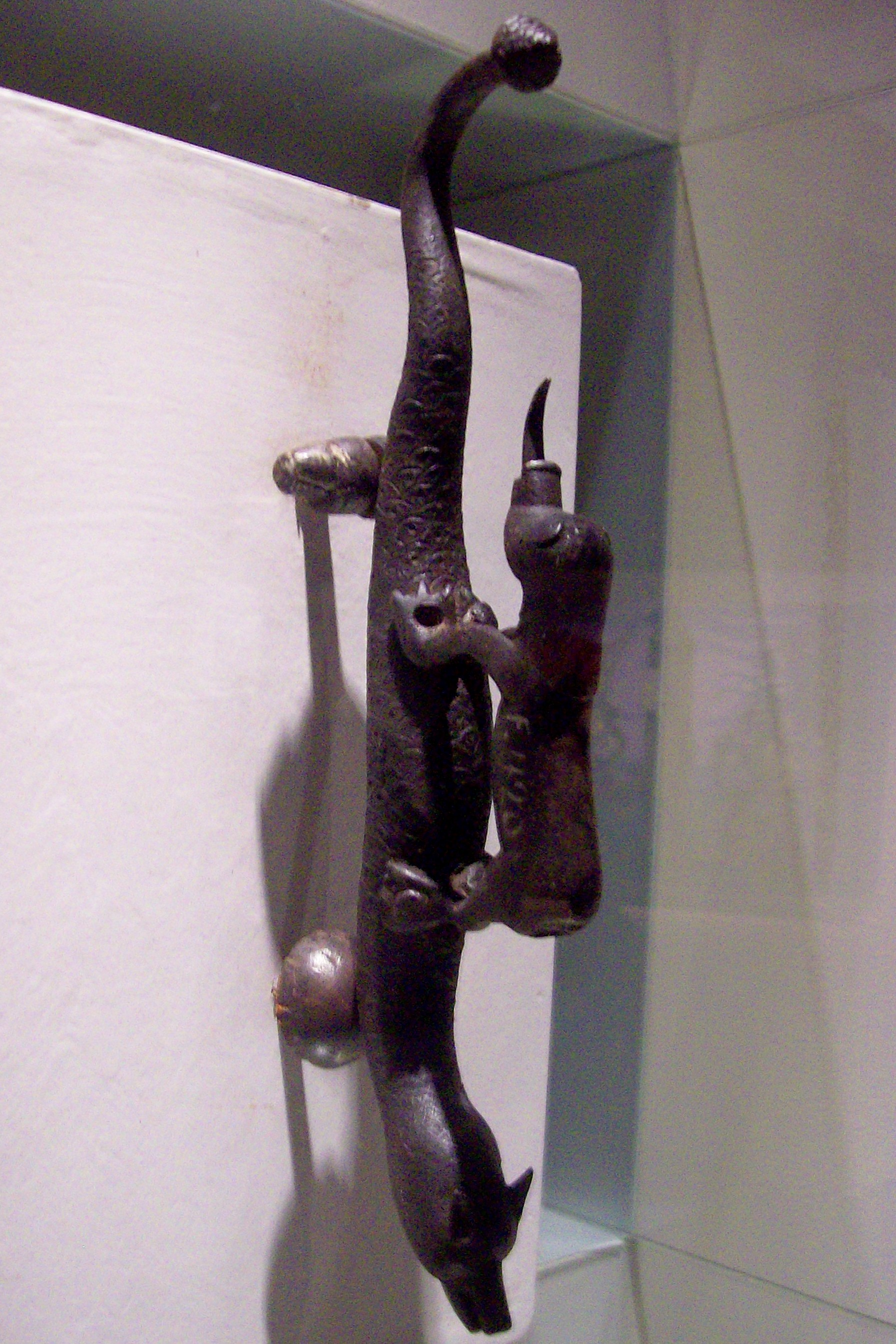
Aldabón que perteneció al fuerte.

Según las Leyes de Indias, en la ciudad de Buenos Aires, fundada por Juan de Garay en 1580 (por él llamada «de la Trinidad» y actual Buenos Aires) debía construirse un fuerte sobre el Río de la Plata. Sin embargo, y a pesar de que corsarios de distintas nacionalidades habían incursionado en la zona, entre ellos Francis Drake en 1577, Garay dejó libre un solar para construirlo pero no realizó edificación alguna.
Catorce años más tarde, el gobernador de Buenos Aires, Fernando de Zárate, escribió una carta al Rey Felipe II de España, advirtiéndole que sobre la costa brasileña había visto hacía poco cuatro navíos ingleses dispuestos a navegar hasta el Estrecho de Magallanes y que además el gobernador de Río de Janeiro le había dicho que se encontraban corsarios con conocimientos sobre la zona del Río de la Plata. En dicha carta Zárate solicitaba construir un fuerte en la ciudad, sin ningún gasto para la Real Hacienda, y que «en la obra ayudaban mucho los vecinos de Tucumán porque los desta tierra son muy pobres y falto de indios de servicio».
Ante el temor de que Inglaterra efectivamente planease apoderarse de Buenos Aires, el Rey le encomendó a Zárate que realizara la construcción, la cual en realidad este ya había mandado comenzar a realizar aun antes de enviar la carta.
El lugar original que había previsto Garay era sobre la mitad oriental de la Plaza Mayor (hoy sector oeste de la Plaza de Mayo), pero para permitir que ésta contara con más espacio se prefirió un terreno sobre la barranca del Río de la Plata, algo más al este de la plaza, donde hoy se encuentra la Casa Rosada, que se hallaba abandonado, pues el fundador se lo había asignado al adelantado Juan Torres de Vera y Aragón, quien jamás lo ocupó.
Se lo bautizó con el nombre de «Real Fortaleza de Don Juan Baltasar de Austria». Su piso era de tierra apisonada y tenía 150 varas de cada lado. Era cercado por un murallón de tierra y un foso y solo disponía de 8 piezas de artillería de corto alcance. En 1657 contaba con una guarnición de 150 hombres.
Zárate murió antes de terminar la obra, y en 1599 el gobernador Diego Rodríguez Valdez y de la Banda lo encontró derrumbado y con los cañones hundidos en la tierra. Lo unía a la Plaza Mayor un puente levadizo que duró hasta la gobernación de Bernardino Rivadavia. En el fuerte se hallaban las habitaciones del Gobernador, Casas Reales y depósitos.
A Diego Rodríguez Valdés lo sucedió Hernando Arias de Saavedra (conocido como «Hernandarias»), quien en 1604 comunicó al Rey que había proseguido la construcción incorporando un mirador y dependencias para la aduana.
Dado que las incursiones de piratas ingleses, franceses, portugueses, holandeses y dinamarqueses eran comunes, el gobernador Diego Marín de Negrón pidió, en 1609, reacondicionar el fuerte. Sin embargo, murió en 1613 sin llevar a cabo mejora alguna, y el rey nombró nuevamente a Hernandarias para hacerlas. Este utilizó como mano de obra la de los negros «depositados» en el depósito general y a nueve aborígenes con sus mujeres. De esta manera se logró que en 1618 la Fortaleza estuviera rodeada por murallas con terraplenes y baluartes, utilizando como materiales piedras traídas de la Isla Martín García y maderas duras de Misiones.
Sin embargo, el gobernador Francisco de Céspedes, llegado a Buenos Aires en 1624, estaba preocupado por «fortificar las Casas Reales que llaman fuerte por ser tapias de tierra muerta donde están las pocas piezas de artillería». Su sucesor, el gobernador Pedro Esteban Dávila, erigió en 1631 el Fuerte, que resultó tan endeble como los anteriores. En efecto, la aduana se situó debajo de la fortaleza, sobre la barranca del río, pero las crecientes de éste fueron destruyendo los baluartes y en 1641, habiendo sido ya puesto bajo la advocación de San Juan Baltasar de Austria, ya no quedaba ninguno. En ese año, Ventura Mujica, sucesor de Dávila en la gobernación, informó a la Corte que «sus tapias de tierra muerta y derrumbada» no prestaban «ya defensa ni seguridad a los soldados». Sin embargo, salvo la construcción de las Cajas Reales en 1649, no fueron llevados avances importantes.
Recién en 1667 el gobernador José Martínez de Salazar introdujo mejoras significativas al construir una empalizada sobre el río, de manera de evitar el desmoronamiento continuo de la barranca. Además hizo fabricar cal y ladrillos utilizando como obreros a los soldados del presidio. Para guardar las armas y municiones construyó una galería de 150 por 20 pies. También organizó una herrería que sirvió para componer las armas de la fortaleza. Levantó tres baluartes, construyó un almacén, hornos y silos para guardar las provisiones y lo proveyó de un foso que medía 416 varas «en redondo» y 46 pies de ancho. Rebautizó el fuerte como «San Miguel de Buenos Aires», colocando una imagen del santo en la puerta principal, obra del portugués Manuel de Coyto (autor del «Santo Cristo» que se venera actualmente en la Catedral de Buenos Aires).

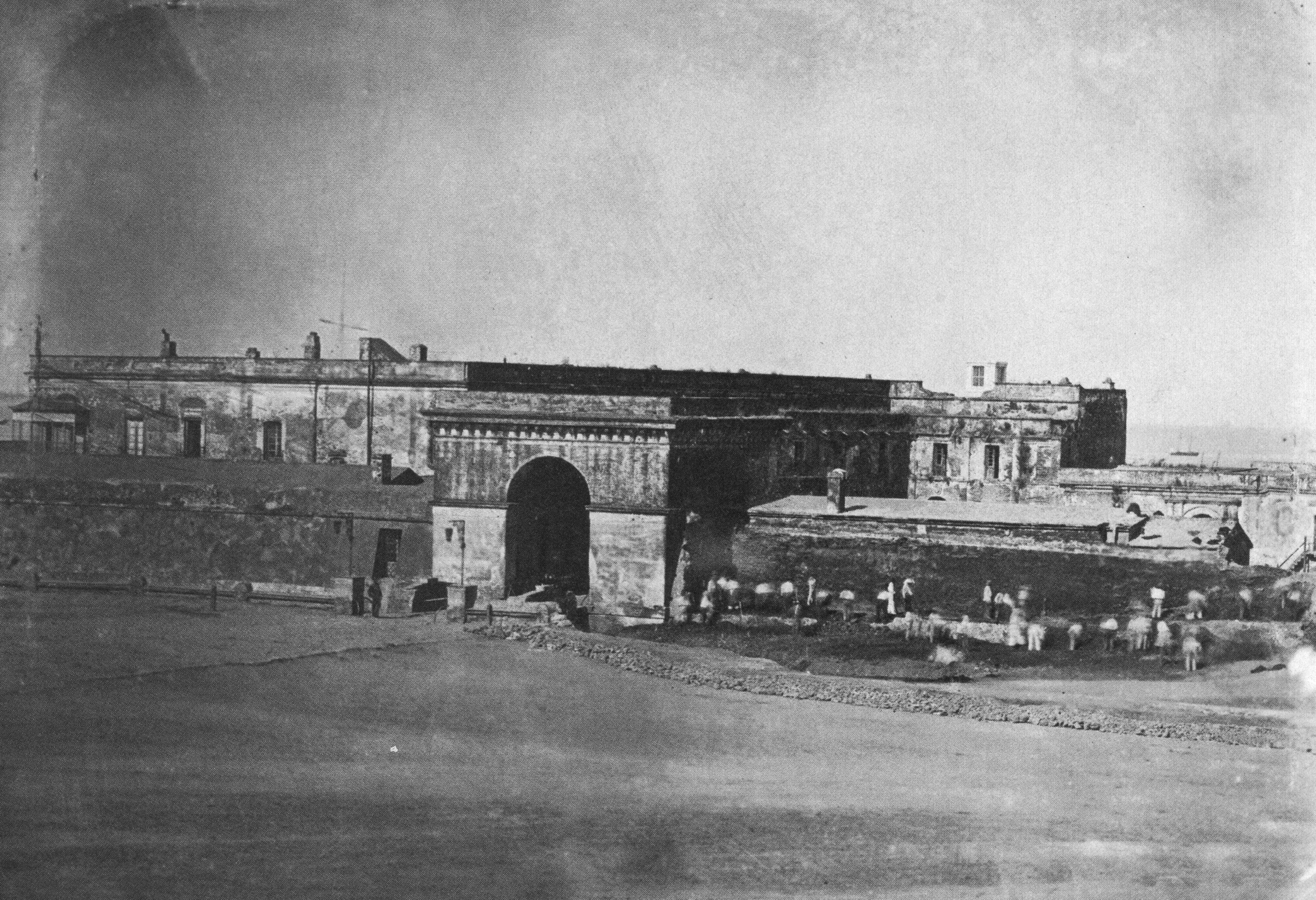
Daguerrotipo: el Fuerte de Buenos Aires hacia 1853. Se observan a la derecha, como manchas blancas difumadas, a los obreros demoliendo el lado sur.

A pesar de las mejoras quedaba aún mucho por hacer, sobre todo teniendo en cuenta que el rey Felipe IV había declarado que el Puerto de Buenos Aires era «la plaza de América Española más codiciada por los Estados extranjeros». En 1674 el gobernador Andrés de Robles manifestó, entre otras faltas, que el foso todavía no estaba completo y que la distancia entre este y el cimiento que excedía el muro no era suficiente para la caballería. Trabajó entonces en varios aspectos, como el de fortalecer la muralla con 300 troncos de algarrobo alquitranados y construir cureñas para los ocho cañones de bronce. De todas maneras, tanto en España como en Buenos Aires reconocían que el fuerte estaba situado en un lugar poco estratégico para la defensa, y que las construcciones particulares situadas alrededor de ella le restaban eficacia. Paralelamente se erigió al sur del fuerte, en la boca del Riachuelo, un fortín denominado de «San Sebastián».
En 1618 el gobernador Diego de Góngora (el primero en gobernar con Buenos Aires separada jurídicamente de Asunción del Paraguay) creó para la ciudad una más seria e importante organización militar, que completó, en 1631, el gobernador Pedro Esteban Dávila al crear el primer escalafón militar. En el siglo XVIII el fuerte contaba ya con una fuerza militar de alrededor de 800 hombres y el Real Cuerpo de Artillería atendía las piezas del Fuerte y las baterías de la costa.

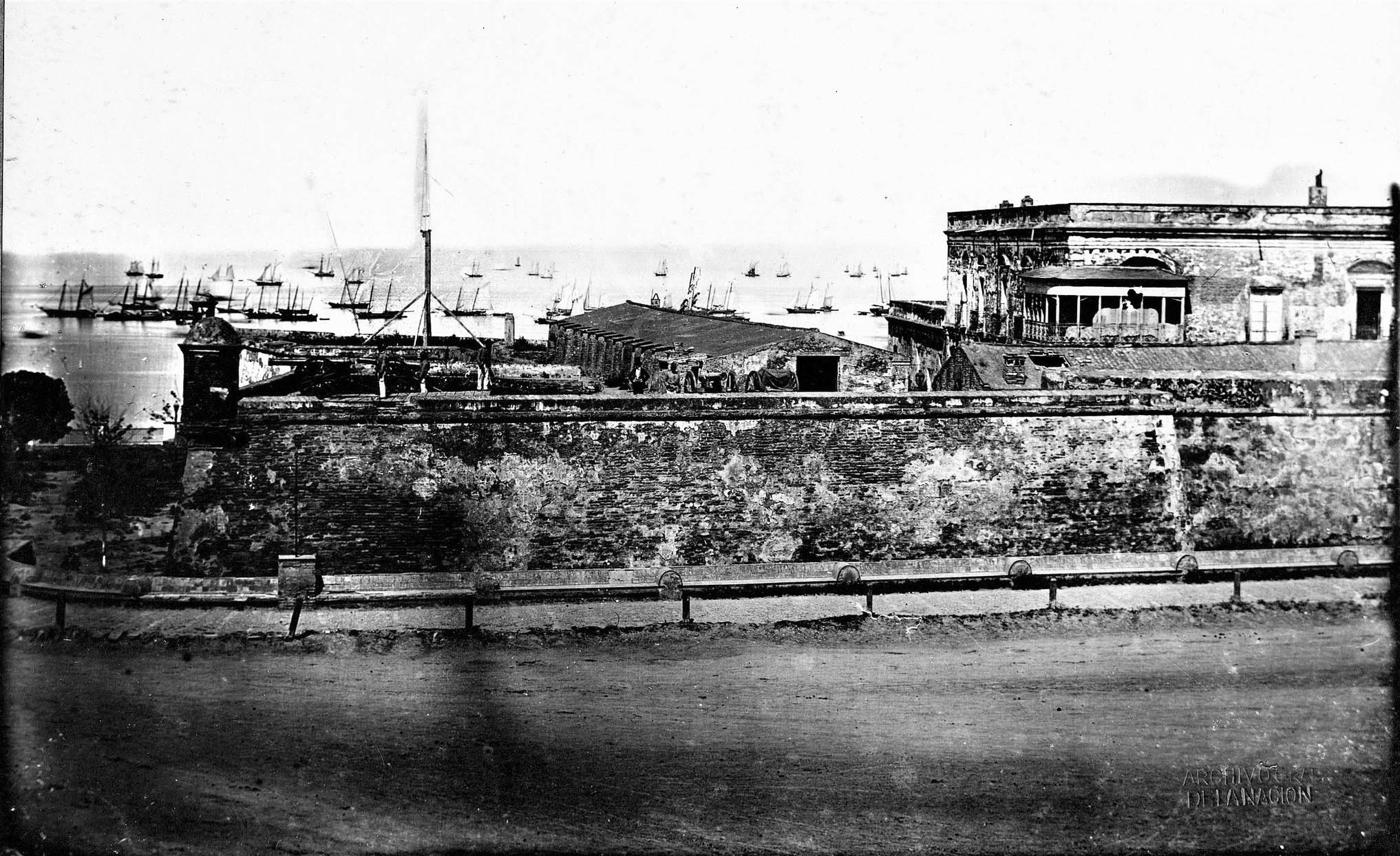
Ángulo noroeste del fuerte, probablemente el mismo día que el anterior daguerrotipo mostrado en este artículo (ca. 1853). Veinte años después se remodeló la construcción de la derecha.

A comienzos del siglo XVIII, siguiendo los nuevos preceptos de arquitectura militar puestos en boga en Europa por el afamado ingeniero francés Vauban, se decidió encarar nuevas reconstrucciones. Entre 1708 y 1710, bajo el gobierno de Manuel de Velazco y Tejada, el ingeniero José Bermúdez revistió con piedras las murallas de los lados sur y oeste. Puede decirse que recién en 1725 la fortaleza quedó debidamente terminada por obra del vizcaíno Domingo Petrarca (quien ya había intervenido en la construcción de las defensas de Montevideo), durante el gobierno de Bruno Mauricio de Zabala, al completarlo con una muralla de piedra sobre el río y otras tres de ladrillo de gran espesor en los restantes lados. De las murallas asomaban los cañones y en cada esquina había un bastión y se alzaba una garita cilíndrica para refugio de los centinelas. Salvo del lado de la costa, todo el fuerte estaba rodeado de un foso inundable que perduró hasta su demolición, un siglo y medio más tarde. Del lado oeste, a la mitad de la muralla, se encontraba el puente levadizo y la entrada principal. La forma de la fortaleza era la de un cuadrado irregular, con baluartes angulares, siendo más grandes los del lado del río. La superficie total era de 5000 m².
Aunque mucho más modesto, el fuerte tenía las características propias de las fortificaciones de la época, como la de Cartagena de Indias (Colombia) o San Juan (Puerto Rico). Tal vez el fuerte más parecido al de Buenos Aires fue el de Santa Teresa, en la costa atlántica del Uruguay.
Con el tiempo los arcos cedieron y los pilares amenazaban moverse, por lo que en 1757 hubo que arreglarlos.
En 1761 se concluyó una nueva residencia para los gobernadores, que había sido diseñada 10 años antes por Diego Cardoso. En 1766 se arreglaron las calles que bajaban hacia el río, en 1768 Bartolomé Howell realizó el murallón de la costa y en 1784 el Comandante de ingenieros Carlos Cabrer adicionó una capilla. Un año después Cabrer diseñó el edificio de la Real Audiencia de dos plantas, y en 1795 se construyó el nuevo "Palacio de los Virreyes" junto al de Maestranza o "Palacio Viejo", que permitió situar a las nuevas autoridades en suntuosos salones con balcón esquinero de cajón, como se acostumbraba en Lima. Este edificio, que fue diseñado por José García Martínez de Cáceres y dirigido por Francisco García Carrasco, puede considerarse como el exponente del nivel más alto al que llegó la arquitectura civil porteña a fines del siglo XVIII.
En 1787, once años después de que el rey Carlos III elevara a la ciudad a capital del Virreinato del Río de la Plata, se le construyó un Palacio de los Virreyes, y se renovaron partes de la fortaleza. Estas obras estuvieron a cargo de José García de Cáceres, nacido en Alicante, quien en 1802 describió al fuerte como:

«Un cuadrado de lados desiguales, fortificado con cuatro baluartes y sus correspondientes certinas, dentro del cual se encuentra el Palacio Real que en piso superior ocupan los Señores Virreyes y en el inferior la Real Academia, Escribanos, Secretarios y Capilla Real y Reales Cajas, encima de estas, la Sala de Armas, capilla antigua para presidiarios, cuerpos de guardia, almacenes, maestranzas, etc. Este fuerte tiene un foso sin contraescarpa revestida y únicamente lo está una porción que corresponde a la puerta principal que tiene puente levadizo y está cubierta por un pequeño tambor; en el frente que mira al río está la puerta del socorro, los muelles de dicho frente están en muy mal estado, especialmente a la entrada por ser la piedra tosca de malísima calidad. Todos los edificios que contiene están construidos de ladrillo y barro, excepto la Capilla Real, almacenes y cajas Reales, que lo están de ladrillo en mezcla de cal y arena».

En 1803 se reforzaron las defensas que daban al puerto y del lado de la plaza se construyó, sobre el foso, una pared de ladrillos.
Para este entonces el fuerte ya era inútil, pues el puerto se defendía naturalmente por sí solo, debido a que el río era de escasa hondura y los bancos de arena obligaban a que los buques fondearan a kilómetros de la costa y era imposible el desembarco inmediato de sus tripulantes, en caso de que quisieran tomar la ciudad.

### Últimos años

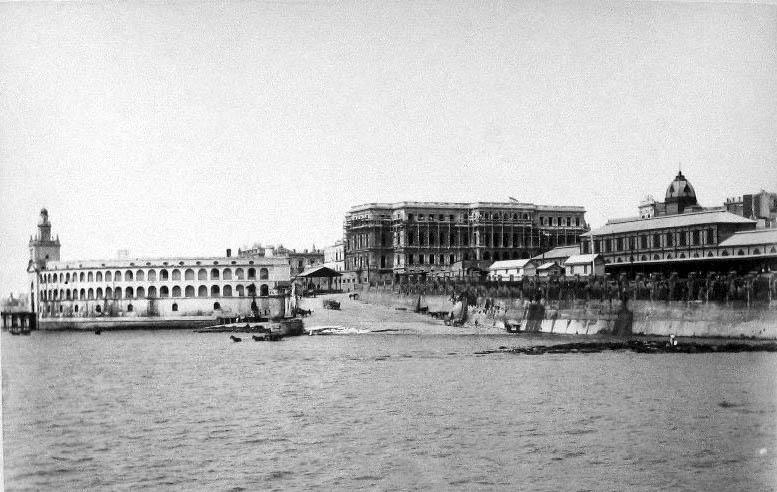
La Aduana Nueva se construyó entre la casa de gobierno y la costa. En esta foto de aproximadamente 1890 se ve la fachada hacia la calle Rivadavia en obra, la Estación Central y la bajada al río.

Pese a que el fuerte era ya técnicamente inútil, continuaba siendo el símbolo del poder y sirvió de residencia a los virreyes hasta 1810. A partir de ese año fue utilizado como vivienda y despacho por los titulares de los distintos gobiernos nacionales.
Durante la Reconquista de Buenos Aires (1806), al ser ocupado por los británicos, los patriotas intentaron volarlo comandados por el matemático Sentenach. Fue inútil para las tropas británicas continuar adueñados del fuerte una vez que los porteños se apoderaron del resto de Buenos Aires, ya que de continuar en él habrían sido fácilmente sitiados.
Entre 1826 y 1827, Bernardino Rivadavia, siendo presidente de las Provincias Unidas del Río de la Plata, mandó cegar el foso, eliminar el puente levadizo y reemplazar el rastrillo por un portón de hierro. El nuevo pórtico de entrada era de un estilo neoclásico, en forma de arco de triunfo, con un gorro frigio en lo alto, del que solo se sabe que en 1910 se encontraba abandonado en un caserón del barrio de Constitución. Además, Rivadavia introdujo lujosos muebles que había comprado en Europa.

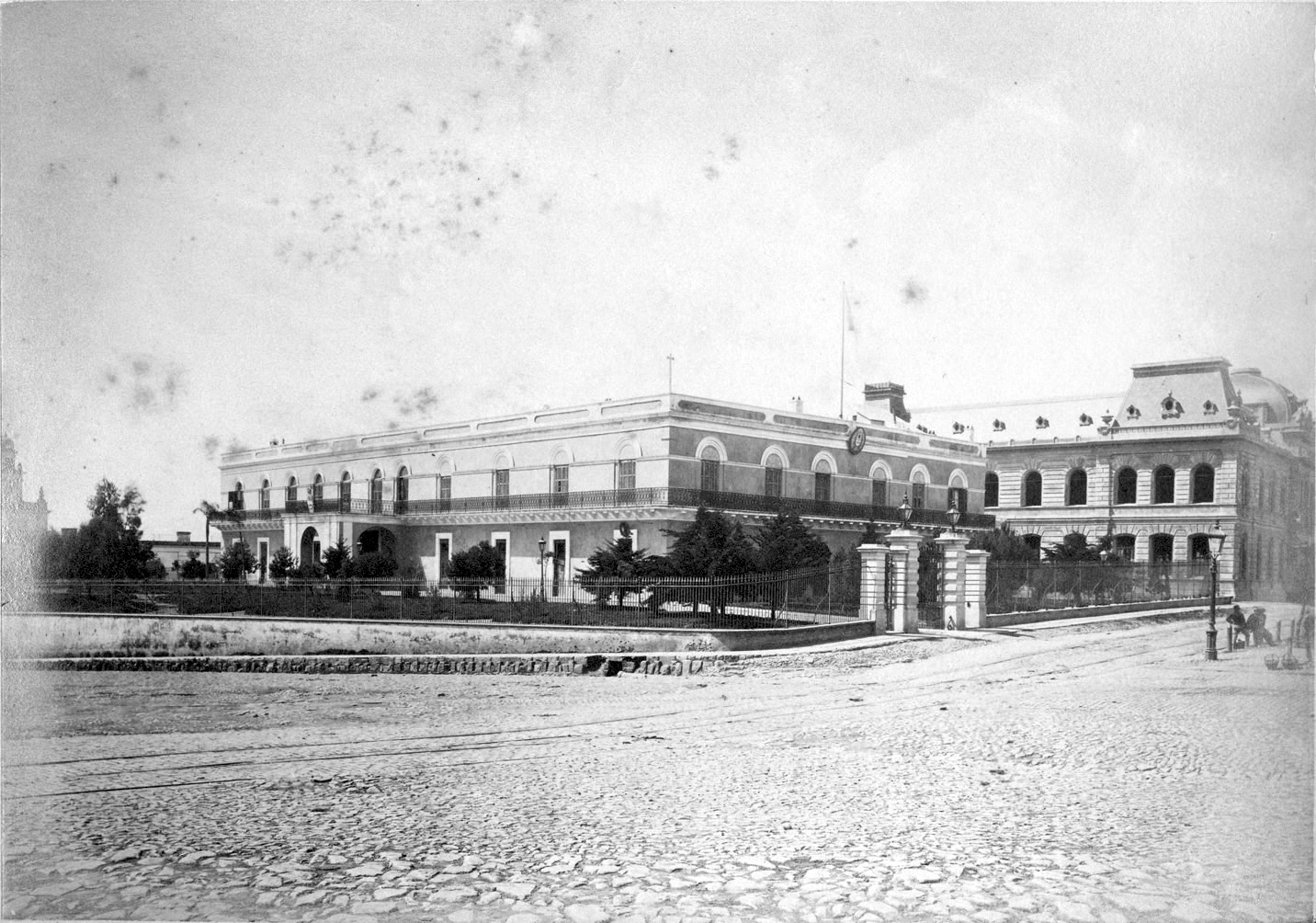
Casa Rosada original y edificio de Correos, terminado hacia 1876. (Foto: Christiano Junior).

En 1835, ya en la época de la gobernación de Juan Manuel de Rosas, se lo utilizó para albergar tropas (el gobierno estaba instalado en la casa que Rosas construyó en el actual barrio de Palermo).

### Etapa de la demolición
Volvió a ser sede del gobierno en 1853, tras el derrocamiento de Rosas, pero se hallaba en muy mal estado. El gobernador Pastor Obligado fue autorizado por la Legislatura a demoler el lado sur que daba sobre la actual calle Hipólito Yrigoyen y destruir las murallas y baluartes de todo el edificio, con el fin de poder construir la Aduana Nueva sobre terrenos ganados al río. Ésta se situó con frente al mencionado río, detrás del fuerte, y fue proyectada por el ingeniero Edward Taylor. El frente recto que daba al lado oeste, o sea, sobre la Casa de Gobierno, no se apoyaba en la barranca, sino que utilizaba como patio de maniobras el foso del viejo fuerte de más de cien metros de largo. La parte trasera de la Aduana, que daba a lo que había sido el frente del fuerte, estaba a nivel del suelo, pero posteriores rellenos hicieron que quedara enterrada. Quedaba entonces del fuerte solo el portón de entrada y los edificios centrales, que fueron remozados para que sirvieran de sede del gobierno.

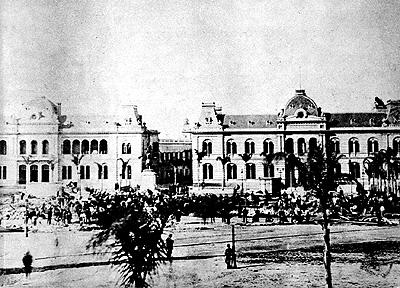
Los edificios de gobierno (izquierda) y correos (derecha) antes de su unificación por el arquitecto Tamburini, foto de alrededor de 1885.

El presidente Bartolomé Mitre ocupó, en 1862, el sector norte, como sede presidencial, restaurándolo y creando un jardín en su frente.
En 1867, el otro sector del fuerte, sobre la actual Avenida Rivadavia, sufrió un par de graves incendios. Esto llevó, al año siguiente, al entonces presidente Domingo Faustino Sarmiento a repararlo y modificarlo, agregándole un balcón al primer piso, rodearlo de un jardín y pintarlo de rosa. Es desde entonces que se lo empezó a llamar «Casa Rosada». La nueva construcción tenía un aire italianizante, que contrastaba con los rasgos ligeramente neoclásicos de la construcción anterior.
En 1873, para la sección sur, que había quedado baldía desde la demolición del fuerte por Obligado, Sarmiento, inspirado en la arquitectura italiana y francesa de la época renacentista, contrató al sueco Carlos Kihlberg para que construyera un edificio para Correos y Telégrafos. Este fue finalizado en 1879.
En 1882 el presidente Julio Argentino Roca decidió agregarle a la antigua Casa de los Virreyes una fachada totalmente simétrica a la del nuevo edificio de Correos, quedando ambas construcciones separadas por una calle. Otro sueco, el arquitecto Gustavo Enrique Aberg, diseñó la nueva fachada de la Casa de Gobierno, y se diferenció del edificio de Correos al agregarle un balcón tipo loggia de cinco arcos. Por detrás del frente de estilo italiano se mantuvo en pie temporalmente al viejo edificio heredado del fuerte.
Recién en 1885 pudo comenzarse un plan integral para unificar la sede de la Presidencia en un edificio monumental. Se comenzó con un cuerpo central con pórtico monumental en la fachada que construyó el italiano Francisco Tamburini, cerrando la calle que separaba al edificio del Correo, y se prosiguió demoliendo lo que quedaba de la antigua Casa de los Virreyes para expandir el edificio de 1882 hacia el río y la calle Rivadavia, donde se ubicó la Entrada de Honor, y en el interior se creó un patio de baldosas rojas, luego transformado en Patio de las Palmeras.
La ampliación prosiguió por etapas, primero demoliendo parte del edificio de Correos construido por Sarmiento y unificando ese sector al darle la misma cantidad de pisos que al bloque recién construido sobre la calle Rivadavia. Finalmente, se terminó el nuevo edificio en la década de 1890, levantando la fachada posterior que miraba hacia el río, y donde en 1894 se abrió la Plaza Colón, al demoler la Aduana de Taylor.

## Sucesos destacables
Robo de la caja fuerte

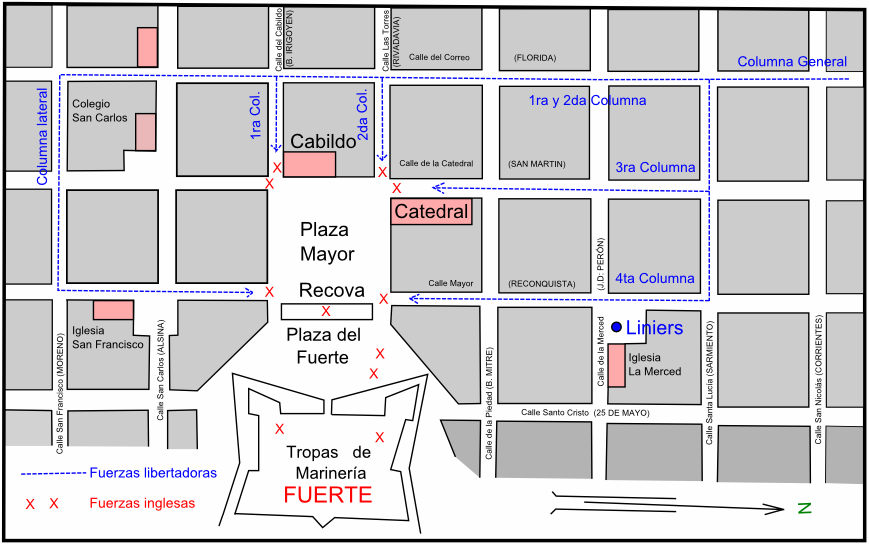
Reconquista de Buenos Aires (1806), plano del movimiento de las fuerzas liberadoras.

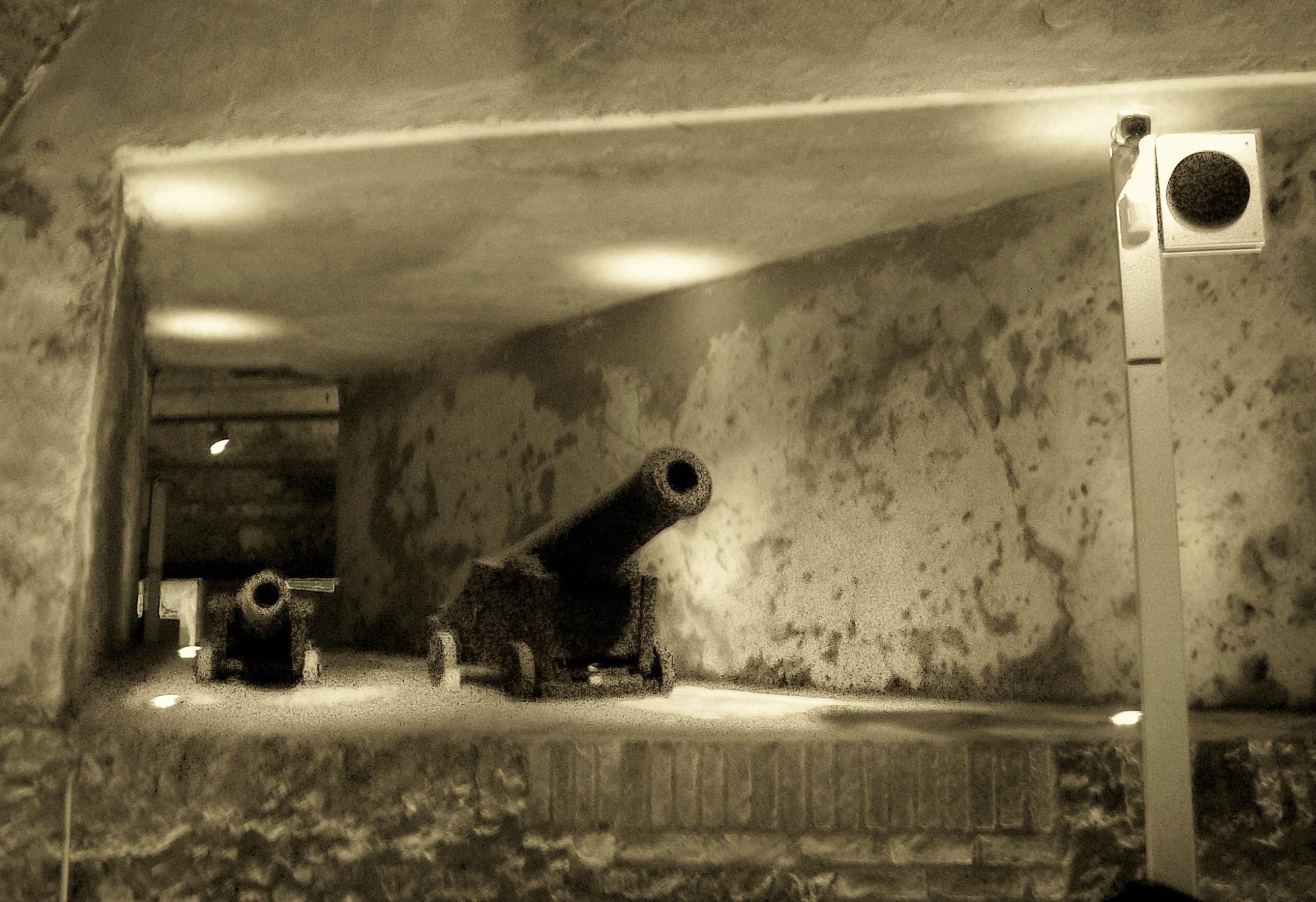
Tronera del fuerte que aún puede verse en el Museo de la Casa Rosada.

En 1631 un hombre llamado Pedro Cajal y su sirviente realizaron un paso subterráneo para llegar hasta la contaduría y el Tribunal de los jueces, en la casa Real, y quemaron la tapa de la caja fuerte para robar mil cuatrocientos pesos.
Los dos responsables fueron descubiertos y sentenciados a muerte. El sirviente fue ahorcado y puesta su cabeza a exhibición; en el caso de Pedro Cajal, por ser hijodalgo, fue muerto con el garrote vil.
Ataque francés
En 1653, siendo gobernador don Pedro Ruiz, se repelió un ataque francés, haciéndoles perder un barco.
Toma de los ingleses

Bandera del 1º batallón del Regimiento n.º 71 Highlanders del Ejército Británico capturada durante la primera invasión inglesa en 1806 y exhibido al público como trofeo de guerra en el convento de Santo Domingo de la ciudad de Buenos Aires.

En 1806, durante las Invasiones inglesas, el comandante William Carr Beresford tuvo que tomar el fuerte por tierra debido a que el banco de arena que naturalmente estaba formado delante de la fortaleza hacía inaccesible alcanzarlo por la costa. Según la descripción de un oficial inglés contaba con 35 cañones, pero todos ellos estaban picados.

Bandera del 2º batallón del Regimiento n.º 71 del Ejército Británico exhibido al público como trofeo de guerra en el convento de Santo Domingo de la ciudad de Buenos Aires.

El fuerte fue también el último lugar elegido por los invasores para guarecerse y finalmente rendirse ante Santiago de Liniers, el 12 de agosto de 1806, según relata Pastor Obligado:

«Cuando Liniers llegaba al pretil de La Merced, viendo Beresford parado bajo el arco de la Recova Vieja caer muerto a su ayudante Kenner, hizo con la espada señal de retirada y replegando sus tropas entró en la fortaleza, mandando levantar el puente. La densa bruma de un día gris, húmedo, nublado y el humo del combate impidieron ver la bandera blanca flameando en el bastión norte, por lo que continuaron los tiros desde todas las bocacalles de aquel punto».

A la mañana siguiente recibieron a Liniers en el salón principal, y le entregaron las banderas del Regimiento 71, por primera vez derrotado en su historia, después de haber recorrido Europa, Asia, África y América del Norte.
Apoyo a Liniers
En 1809 Liniers recibió en el fuerte el apoyo de los criollos contra la asonada o golpe de Martín de Álzaga, en que se intentó destituirlo.
Primer gobierno patrio y nacimiento de Mariano Saavedra
A partir de la Revolución de Mayo la "Casa de los Virreyes" comenzó a ser el lugar de residencia de las autoridades patrias, entre ellos Cornelio Saavedra y su esposa Saturnina Otálora, quien dio a luz allí, el 17 de agosto de 1810, a su hijo Mariano, quien sería dos veces gobernador de la provincia de Buenos Aires.
Festejos de victorias patrias
El 2 de diciembre de 1810 llegó la primera bandera realista obtenida por las fuerzas patrias, al triunfar en la batalla de Suipacha.
En 1812 flameó en el asta del fuerte una «corbata celeste y blanca» cuando llegaron las noticias del triunfo de Manuel Belgrano en la batalla de Tucumán.

## Vestigios del fuerte en la Casa Rosada

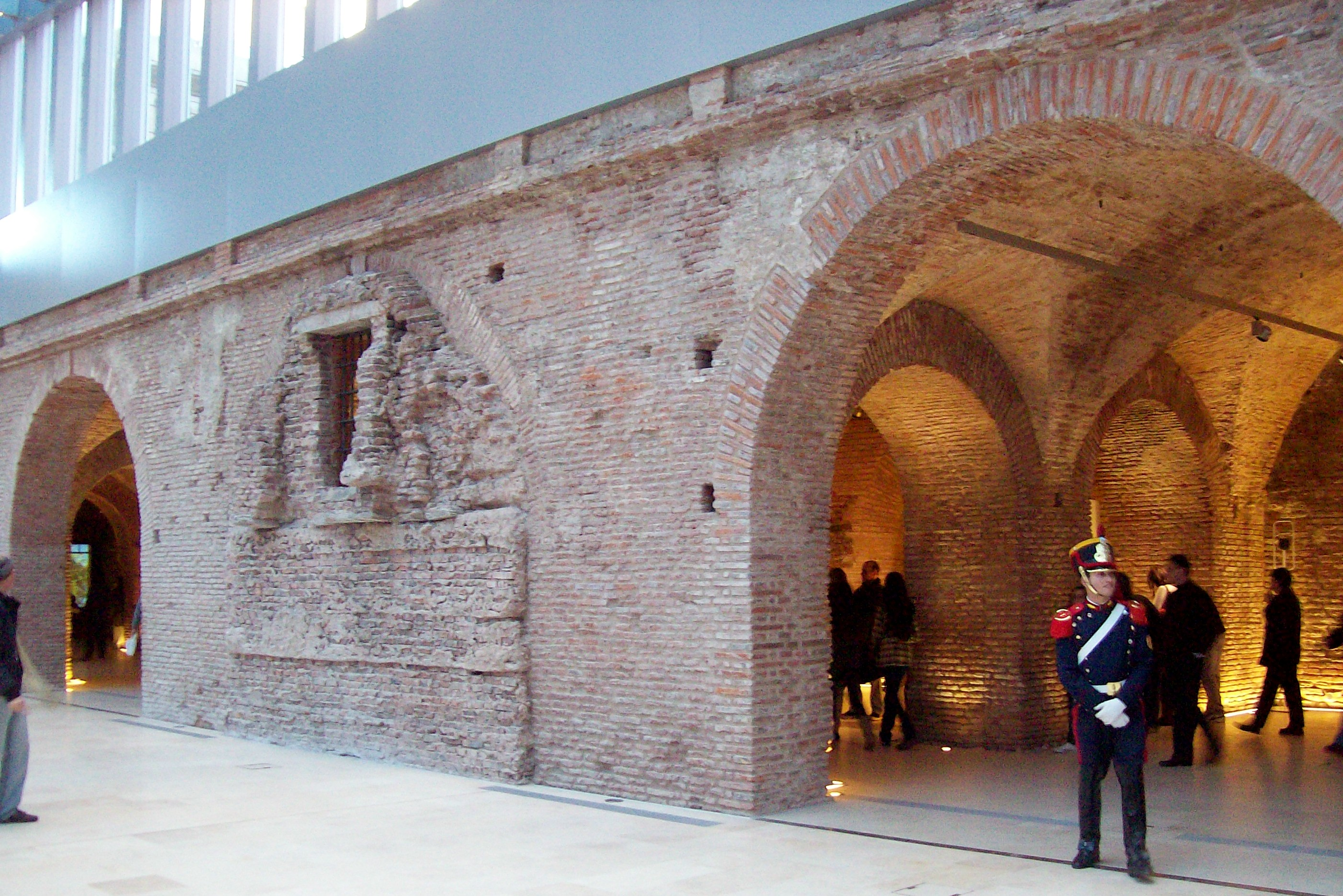
Museo de la Casa Rosada.

Una parte de la antigua construcción del fuerte que daba a la calle Hipólito Yrigoyen fue descubierta en 1938 al demolerse el frente de la Casa de Gobierno para ampliar dicha calle.
En 1942 se realizaron más descubrimientos tanto de los restos del Fuerte como de lo que era parte de la Aduana Nueva (demolida en 1891), al realizarse el tendido de un tubo colector de aguas por el personal de Obras Sanitarias de la Nación sobre la calle Paseo Colón. La Comisión Nacional de Museos, de Monumentos y de Lugares Históricos decidió su conservación y se realizó la excavación de tierra y escombros, de manera que el 12 de octubre de 1957 logró inaugurarse un museo in situ, a 15 metros de profundidad. A ese lugar se desciende por una antiquísima escalera, en el lado este de la Casa de Gobierno.
Hacia 1970 se descubrió una tronera y restos del paredón del Fuerte que daba hacia lo que era la costa del río, y que había quedado enterrado al construirse la Aduana. De esta última se pudo rescatar, en 1982, el «Patio de Maniobras», permitiendo así la ampliación del sitio. Para ver todo esto, el público en general puede hacerlo accediendo al Museo de la Casa Rosada, situado en la parte trasera de la Casa Rosada, al cual se accede por la calle Hipólito Yrigoyen y Paseo Colón. También se exhiben allí elementos que pertenecieron al fuerte como el escudo, la cerradura y la llave del portón de hierro.